# Jozef Marianus Punt
Jozef Marianus "Jos" Punt (Alkmaar, 10 de janeiro de 1946) é um prelado holandês da Igreja Católica. Foi bispo de Haarlem-Amsterdão, na Holanda, de 2001 a 2020.

## Vida pregressa
Jozef Marianus Punt nasceu em 10 de janeiro de 1946 em Alkmaar, Holanda do Norte, Países Baixos. Em seus anos como estudante de economia em Amsterdã, Punt se distanciou da religião católica de sua juventude[carece de fontes?] e estava mais envolvido com esoterismo, gnosticismo e rosacrucianismo. No entanto, ao descobrir a Bíblia, ele começou a considerar uma carreira no sacerdócio. Ele foi para o sul do país, onde na época existia o único seminário católico holandês. Em 1973, obteve o título de doutor em economia pela Universidade de Amsterdã.

## Vida vocacional
Em 1979 tornou-se sacerdote, ordenado pelo bispo de Roermond, Joannes Gijsen. No Seminário, ele ensinou os ensinamentos sociais da Igreja e também obteve seu doutorado nessa área pela Universidade de Augsburgo, na Alemanha.
O Papa João Paulo II o nomeou bispo auxiliar de Haarlem em 1995; ele foi consagrado pelo ordinário local, bispo Henny Bomers. Punt também foi nomeado administrador apostólico do Ordinariato Militar.
Em 1998, Bomers morreu repentinamente após sofrer um ataque cardíaco. Em 21 de julho de 2001 foi nomeado bispo de Haarlem. Ele foi auxiliado pelo bispo auxiliar Johannes Gerardus Maria Hendriks, que foi nomeado bispo coadjutor em dezembro de 2018 e o sucedeu como bispo de Haarlem-Amsterdão em 1º de junho de 2020.
Punt foi o 13º bispo da diocese, que foi estabelecida em 1559. Devido à Reforma Protestante, não houve bispo em Haarlem, ou na Holanda, por 300 anos, até 1853.
O Papa Francisco aceitou a sua renúncia em 1 de junho de 2020. Ele havia anunciado anteriormente que esperava se aposentar antes da idade normal de 75 anos por motivos de saúde.

## Visões religiosas
O bispo Punt indicou uma devoção à Bem-Aventurada Virgem Maria porque tomou como lema Sub tuum praesidium, a frase de abertura de um hino mariano.
Ele apoia uma proposta da Fundação Lourdes de Amstel para construir uma igreja de peregrinação inspirada na de Santa Sofia a ser construída em homenagem a Maria Vrouwe van Alle Volkeren.